# Шарав Балдугійн
Балдугійн Шарав (також Марзан Шарав; монг. Балдуугийн Шарав, 1866–1939) — монгольський художник, портретист, майстер агітаційного плаката й ілюстратор, основоположник сучасного монгольського образотворчого мистецтва.

## Біографія

### Ранні роки та освіта
Шарав народився в 1869 році в Дзасагту-ханському хошуні Дзасагту-ханського аймака Зовнішньої Монголії (нині Сомон Тайшир аймака Говь-Алтай) в місцевості, званій «зимовище Білого перевалу» (монг. Цагаан давааны өвөлжөө). Він був другим з трьох синів одинокої матері Норжин, тому по батькові став іменуватися за іменем діда по материнській лінії — Балдугійн. Був дитиною від бродячого лами, тому його віддали в монастир Арин-хуре, де він став хувараком і отримав буддійське ім'я Лувсаншарав. У монастирі Шарав почав навчання буддійської іконографії, проявивши чудові здібності до живопису (так, розповідали, що він міг намалювати ікону-танка без попереднього лінійного малюнка, а одного разу зобразив бурхана на рисовому зерні). Проживши в Арин-хуре 10 років, в 1889 році Шарав покинув батьківщину і пішки дістався до монгольської столиці Урги.

### Життя і робота в Урзі

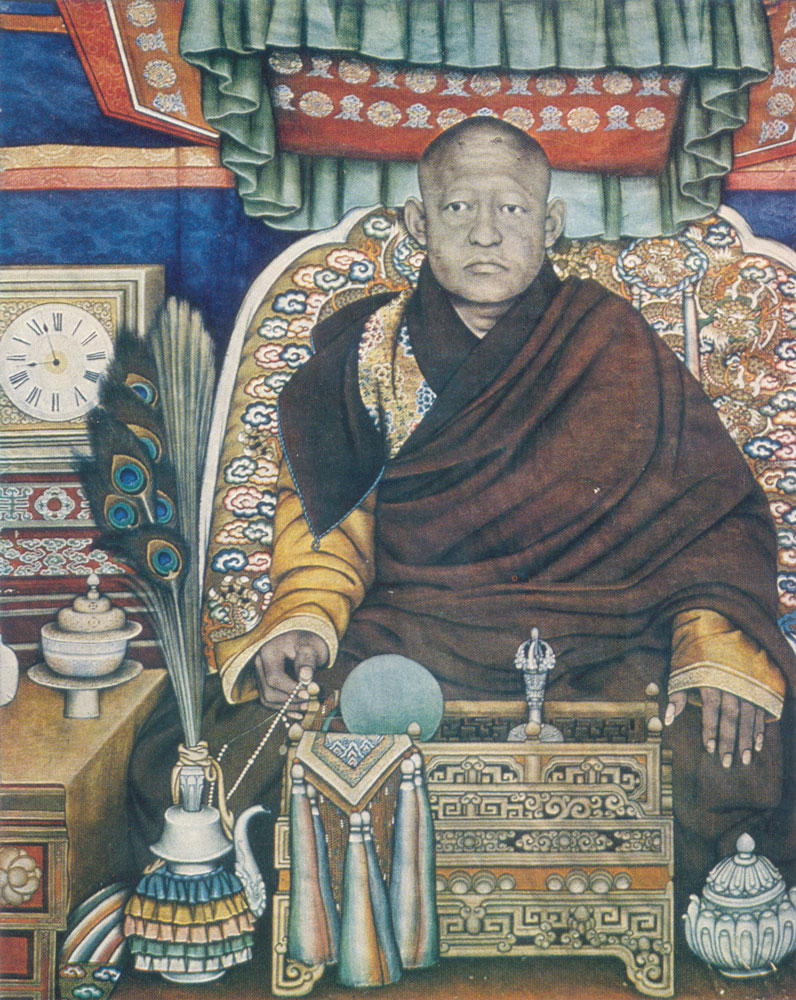
Портрет Богдо-гегена VIII

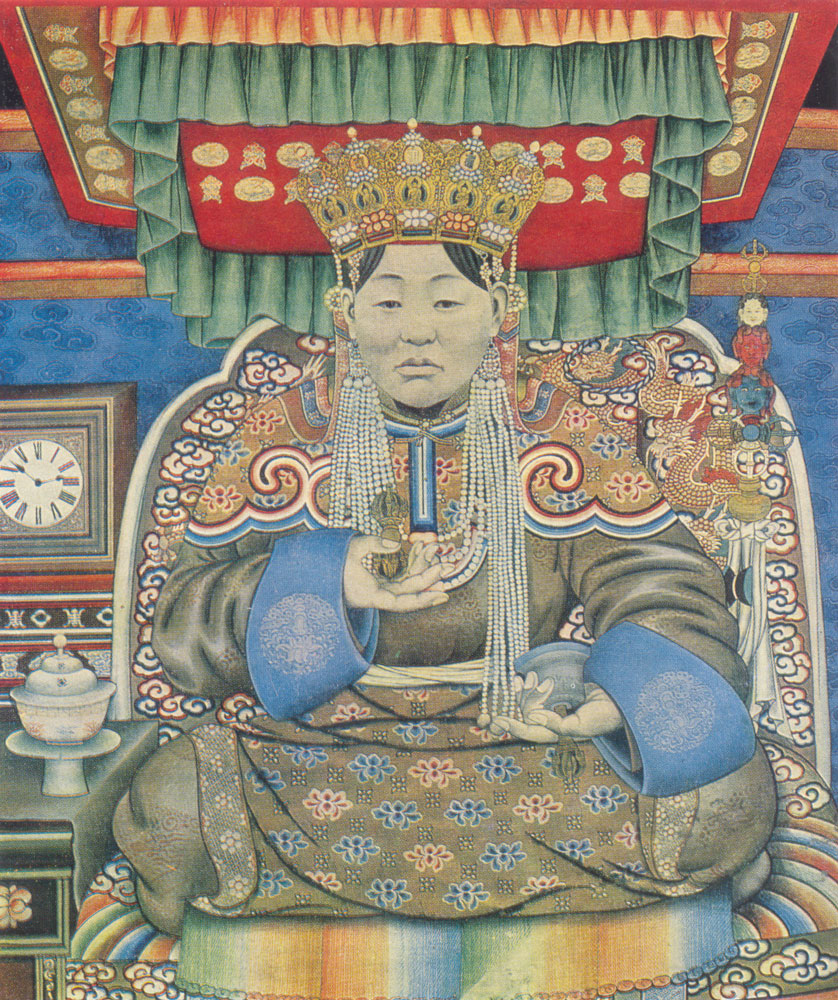
«Велика дакині Дондогдулам»

У Урзі Шарав оселився в Бізья-аймаку, до якого був приписаний його рідний хошун, в кухонній юрті його настоятеля, дархан- цорджі Лувсандондова; потім в будинку лами Балдан-Хачіна. Шарав продовжував свою художню освіту, водночас заробляючи на прожиття замовленнями на написання танка. Уже до кінця XIX століття Шарав створив власну художню майстерню, яка брала участь в оформленні таких ургинських релігійних центрів, як Гандантегченлін, Зуун суме, а також знову відбудованого в 1904 — 1908 роках храму Чойжін-лами, майбутньої резиденції брата Богдо-гегена і державного оракула Монголії Лувсанхайдава. Протягом двох наступних десятиліть ця майстерня еволюціонувала в повноцінну нову школу монгольської іконографії. На цей час припадає одна із знаменитих робіт Шарава, виконана в традиційному стилі тибето-монгольської іконографії — «Зелена Тара».
Поступово Шарав набув популярності; на початку 1910-тих років створив ряд портретних робіт вищих осіб буддійської ієрархії Монголії: виконував замовлення глави Шабинського відомства Бадамдоржа, написав портрет Лувсандондова, а через нього отримав замовлення на написання парадних портретів самого Богдо-гегена і його дружини Дондогдулам. У цих портретах, виконаних з фотографій, в композиційному плані цілком в дусі традиції, Шарав застосовує і таке нововведення, як світлотінь (монг. гэрэл зураг), а також домагається портретної схожості, що для буддійської іконографії не було обов'язковою вимогою.
Паралельно з цим Шарав займався і живописом побуту. На початку XX століття він створив кілька масштабних панно, присвячених повсякденному житті кочівників: «Доїння кобил», «Один день в Монголії». Перша з них являє собою зображення обрядів народного свята кумису у всій їх послідовності, а друга показує повсякденне життя монголів в її найрізноманітніших аспектах. Згідно з традицією, саме завдяки їй Шарав отримав прізвисько Марзан — «жартівник»: Богдо-геген, розглядаючи полотно, помітив серед інших зображених на ньому жанрових сценок пару коханців, до яких підкрадається чоловік.

### Творчість після Народної революції
Після Народної революції 1921 — 1924 років Шарав виявився активним прихильником МНРП, написав портрети Сухе-Батора і Церендоржа; кілька разів зображував В. І. Леніна (плакат «Лампочка Ілліча», а також безпосередньо портрет Леніна, який був пізніше обраний Сухе-Батор для свого кабінету).
Шарав був творцем монгольського агітаційного плаката. Перший його плакат — «Міцна і неміцна юрта». Нетривка юрта уособлювала збанкрутілий автономний уряд Богдо-гегена, а міцна — новий, народний уряд МНРП. За його малюнками були створені перші монгольські поштові марки і перші грошові знаки нової Монголії. У плакатах широко розкрився також і сатиричний хист художника, в них він висміював феодалів і лам.
Шарав пробував себе і в якості художника-ілюстратора; так, він створив ряд ілюстрацій для монгольського видання роману Даніеля Дефо «Робінзон Крузо»

## Цікаві факти
- Хоча ім'я Шарав — це монгольська транскрипція тибетського релігійного імені Шераб (тиб. Shes rab — мудрість), в російськомовній літературі про Шарава іноді зустрічається думка, що його ім'я походить від монг. шар — тобто «жовтий, рудий».